# Ітча
Ітча́ (рос. Итча) — річка в Удмуртії (Вавозький район), Росія, ліва притока Вали.
Довжина річки становить 12 км. Бере початок на території колишнього присілку Нижні Ітчи, впадає до Вали майже на кордоні із Сюмсинським районом. Напрямок річки в основному на північний схід, у нижній течії — на північ. У верхній течії русло пересихає. Приток немає, нижня течія заболочена. В середній течії знаходиться присілок Мокрецово, де збудовано автомобільний міст.